# Nematophlebia plicata
Nematophlebia plicata là một loài côn trùng trong họ Incertae Sedis (Megaloptera) thuộc bộ Megaloptera. Loài này được Cockerell miêu tả năm 1915.